# Gormiti (2012)
Gormiti (engleză Gormiti Nature Unleashed) este un serial de animație CGI produs de Giochi Preziosi și Mondo TV bazat pe linia de jucării Gormiti. Nu are legătură cu serialul din 2008 cu același nume. Premiera în România a fost pe 1 iunie 2013 pe canalul Cartoon Network.

## Despre serial
Când o amenințare străveche iese din nou la iveală, Prinții din regiunile divizate ale insulei Gorm – Aerul, Pădurea, Pământul și Marea – vor trebui să învețe să stăpânească forțele naturii și, sub îndrumarea venerabilului Bătrân înțelept, Prinții se vor putea transforma în cei mai mari eroi ai tărâmurilor lor: invincibilii Lorzi ai naturii! Puternicii lorzi vor putea trezi din adormire și invoca numeroși Gormiți "pierduți" – fiecare înzestrat cu puteri incredibile!

## Personaje
- Lordul Tasaru - Cel mai tânăr și mai prietenos dintre Prinții din Gorm, Tasaru este temerarul Lord al Pădurii și cel mai puternic luptător din tribul său. Întreaga împărăție a plantelor este sub porunca lui, iar cine se pune cu Tasaru, se pune cu însăși natura! Liane care îi împiedică pe inamici, crengi și rădăcini care îi lovesc, semințe și spini pe post de gloanțe, oricând Lordul Pădurii e gata de luptă!
- Lordul Noctis - Tânăr, puternic și arogant, Lordul Noctis este Lordul tribului Aer. Înarmat cu o sabie mortală cu două tăișuri, Noctis folosește viteza vântului și furia furtunilor pentru a-și pune dușmanii pe fugă! Urmașul unei familii nobile și fiul Regelui Nadar, Noctis este Prințul din Gorm care cunoaște mai bine decât oricine puterile Gorm Stone, iar acest lucru îl face unul dintre cei mai puternici Lorzi ai naturii!
- Lordul Agrom - Viteaz, curios și bun la suflet, Lordul Agrom își iubește tribul, dar e diferit de toți ceilalți gormiti ai Pământului: el crede că cheia înfrângerii lui Magor este o alianță între toate triburile din Gorm. Cu al său Rock Hammer de neoprit, Agrom e gata să-i conducă pe ceilalți Prinți din Gorm într-o bătălie epopeică, așa cum se întâmpla pe vremuri!
- Lordul Piron - Blând și îngândurat, Prințul Tărâmului Mării este cel mai pașnic dintre cei patru Lorzi ai naturii. Dar, deși uneori poate părea timid și neîndemânatic, Lordul Piron are o voință de fier cu care înfruntă orice ființă malefică! La fel ca liniștea dinaintea furtunii, calmul aparent al lui Piron ascunde spiritul lui de aprig luptător, gata de orice sacrificiu pentru Gorm!
- Firespitter - Cel mai crud dintre generalii lui Magor, Firespitter este un furnal viu, înarmat cu o seceră mortală cu lavă, care poate străpunge până și zidurile cele mai groase! Din fericire pentru eroii noștri, pe cât este de crud, pe atât este de prost! Lorzii îl înfrâng adesea folosind împotriva lui aroganța sa, însă victoria este întotdeauna dificilă!
- Andrall - Unul din cei mai temuți generali ai lui Magor, Andrall visează să-și trădeze stăpânul și să-i ia locul, devenind unul din noii Lorzi ai Vulcanului! Capabil să-l înșele chiar și nobilul Trib al Aerului, Andrall este o adevărată amenințare pentru Lorzii naturii! Eroii noștri trebuie să-i nesocotească cuvintele, altfel vor sfârși luptându-se între ei!
- Sceven - Un personaj misterios care își ascunde originile, nu spune nimănui din ce trib se trăgea înainte să se fi alăturat puterilor răului. S-a aruncat într-un râu de lavă transformându-se într-o ființă cumplită, iar acum poate ofili și distruge prin simpla atingere orice făptură care-i iese în cale!
- Magor - Înfrânt de străvechii Lorzi ai naturii, Magor și-a făcut din nou apariția în epoca modernă, pentru a-și reinstaura domnia de teroare! Chiar și fără puterile Gorm Stone, Magor continuă să stârnească frica întregii Insule Gorm. Lorzii naturii vor fi puși la încercări grele din pricina lui. Magor s-a întors și e gata de orice pentru a-și recăpăta puterile!

## Episoade
| Premiera în România | N/o | Titlu român                         | Titlu englez                 |
| ------------------- | --- | ----------------------------------- | ---------------------------- |
|                     |     |                                     |                              |
| PRIMUL SEZON        |     |                                     |                              |
|                     |     |                                     |                              |
| 01.06.2013          | 01  | Natura dezlănțuită                  | Pilot                        |
|                     |     |                                     |                              |
| 08.06.2013          | 02  | Aer colo sus                        | The Air Up There             |
|                     |     |                                     |                              |
| 15.06.2013          | 03  | Valul uriaș                         | Raging Waters                |
|                     |     |                                     |                              |
| 22.06.2013          | 04  | Rădăcini adânci                     | Deep Roots                   |
|                     |     |                                     |                              |
| 29.06.2013          | 05  | A cincea piatră                     | The Fifth Stone              |
|                     |     |                                     |                              |
| 06.07.2013          | 06  |                                     | Gerz So Good                 |
|                     |     |                                     |                              |
| 13.07.2013          | 07  | Râuri de foc                        | Rivers of Fire               |
|                     |     |                                     |                              |
| 20.07.2013          | 08  | Inimă în flăcări                    | Burning Heart                |
|                     |     |                                     |                              |
| 27.07.2013          | 09  | Cade cerul                          | The Sky Is Falling           |
|                     |     |                                     |                              |
| 03.08.2013          | 10  | Riptid                              | Riptide                      |
|                     |     |                                     |                              |
| 10.08.2013          | 11  | Joaca cu putere                     | Power Play                   |
|                     |     |                                     |                              |
| 17.08.2013          | 12  | Frăția                              | Brotherhood                  |
|                     |     |                                     |                              |
| 24.08.2013          | 13  | Ușile de foc ale percepției         | The Fire Doors Of Perception |
|                     |     |                                     |                              |
| 31.08.2013          | 14  | Marca de foc                        | Fire Brand                   |
|                     |     |                                     |                              |
| 07.09.2013          | 15  | Portalul de foc                     | The Portal of Fire           |
|                     |     |                                     |                              |
| 14.09.2013          | 16  | Războiul peștilor                   | The Pisces War               |
|                     |     |                                     |                              |
| 21.09.2013          | 17  | Foc pe cer                          | Fire in the Sky              |
|                     |     |                                     |                              |
| 28.09.2013          | 18  | Dacă un copac cade                  | If a Tree Falls              |
|                     |     |                                     |                              |
| 05.10.2013          | 19  | Piatra și sticla                    | The Stone And The Glass      |
|                     |     |                                     |                              |
| 12.10.2013          | 20  | Sacrificiul                         | The Sacrifice                |
|                     |     |                                     |                              |
| 19.10.2013          | 21  | Fața în nisip                       | The Face In The Sand         |
|                     |     |                                     |                              |
| 26.10.2013          | 22  | Bestia pliscului vulturului         | The Beast Of Eagle’s Peak    |
|                     |     |                                     |                              |
| 02.11.2013          | 23  | Umbra speranței                     | A Shadow of Hope             |
|                     |     |                                     |                              |
| 09.11.2013          | 24  | Totul e la locul lui                | Everything in its Place      |
|                     |     |                                     |                              |
| 16.11.2013          | 25  | Toți pentru unu                     | All for One                  |
|                     |     |                                     |                              |
| 23.11.2013          | 26  | Către toate lucrurile... un sfârșit | To All Things… an Ending     |
|                     |     |                                     |                              |

## Legături externe
- Gormiti la Internet Movie Database